# 近藤義晴
近藤 義晴（こんどう よしはる、1886年前後 - 没年不詳）は、満州のハルピンに本社のあった露西亜通信社の社長であり、満洲国協和会哈爾浜の事務局長でもあった。

## 著書
- 東西よりロシヤを観る (1932年)
- 恐怖政治の基本法令
- 波蘭とリスアニアの紛爭問題
- 今後の日·滿·ソ關係
- 歐洲戰に因る日ソ關係の將來
- 協和会の重大使命 (「JACAR(アジア歴史資料センター)Ref.C12120176500、満洲帝国協和会史料　協和会史資料集　第４集　中央事務局新京移転前後(防衛省防衛研究所)」 協和会の重大使命 )